# Nija
Nija, Nije, Ni (Tutmoz I.), Nii (Amarnska pisma) ali Nihe je bilo staroveško kraljestvo v Siriji ali Severni Siriji.
V Amarnskih pismih, pisanih v letih 1350-1335 pr. n. št., je Nija omenjana v samo dveh,  vendar pomembnih pismih. Mesto Tunip v severnem Levantu je dve desetletji poskušalo navezati stik z egipčanskim faraonom in nazadnje uspelo s pismom EA 59 z naslovom "Od meščanov Tunipa". Faraonu je pisala tudi mestna država Arka in ga prosila za pomoč (EA 100).
Drugo pismo, ki omenja Nii, je pismo nekega Etakame, ki vsebuje njegov dogovor s Hetiti o prevzemu ozemlja, "mestnih držav" in ljudstev v severnem in zahodnem Levantu.

## Amarnska pisma

### EA 59:Od meščanov Tunipa
Meščani Tunipa, ki je bil očitno v egipčanski domeni,  omenjajo, da že dvajset let poskušajo navezati stike s faraonom in da jih ogroža kralj Amurruja Aziru. Faraona prosijo, naj jim pošlje vojaško pomoč (bojne vozove). Če pomoči ne bodo dobili, bo Egipt za vedno izgubil svoje ozemlje v Levantu.

### EA 53:O podležu Ajtukami
Avtor pisma je knez Katne Akizi. Tudi on prosi faraona za vojaško pomoč (lokostrelce) in se hkrati pritožuje, da mu namesto vojakov pošilja glasnike.

## Vir
- Moran, William L. The Amarna Letters. Johns Hopkins University Press, 1987, 1992. (softcover, ISBN 0-8018-6715-0)